# Vlag van Šibenik-Knin

Vlag van Šibenik-Knin

De vlag van Šibenik-Knin is lichtblauw met twee smalle witte strepen, los van de randen, met het provinciewapen in het midden. Het blauw symboliseert de Adriatische Zee waaraan Šibenik-Knin gelegen is, terwijl de witte strepen verwijzen naar de rivier de Krka, die bekend is vanwege de Krkawatervallen.
Het schild toont een zwaard door de een kroon op een rode achtergrond omringd door een gele rand. Het rood verwijst naar de traditionele kleur van de hoofddeksels van de inwoners van het gebied. Het naar boven gerichte zwaard (tot 1999 was het naar beneden gericht) het symbool van de vastberadenheid van de verdediging. De kroon van Zvonimir is gebaseerd op de afbeelding van een kroon op het hoofd van een middeleeuwse Kroatische koningen, gevonden op een doopvont in vroeg Romeinse stijl uit de 11de eeuw in Split. Men gelooft dat de afgebeelde koning Zvonimir-Dmitar is (regerend 1075-1089), de bevrijder van Dalmatië van Venetië en stichter van de Kroatische regering in Knin.